# مارك ساكاموتو
مارك ساكاموتو هو كاتب كندي، ولد في 4 يوليو 1977.

## وصلات خارجية
- الموقع الرسمي